# دهستان جره (رامهرمز)
دهستان جره (رامهرمز) یکی از دهستان‌های شهرستان رامهرمز در استان خوزستان ایران است که در بخش رودزرد قرار دارد.

مردم این دهستان از طایفه مکوندی بختیاری می باشند

## جمعیت
براساس سرشماری مرکز آمار ایران در سال ۱۳۹۵، جمعیت دهستان جره (رامهرمز) ۲۸۹۸ نفر (در ۷۴۸ خانوار) بوده‌است.